# Ибанез РГ
Ибанез РГ серија је најпопуларнији модел гитара јапанске фирме Ибанез. Ибанез РГ је био базиран на моделу Стива Ваја, Ибанез ЈАМ и први пут је представљена 1987. године, а гитаре из ове серије се производе и данас са одређеним побољшањима у опреми и изгледу. Ова серија гитара због добре свирљивости, карактеристичног звука и тремола, брзо је постао популарна међу хард рок и метал гитаристима. Данас се сматра најпопуларнијим моделом гитара за хард рок и метал музику.

## Порекло
Ознака РГ у називу ове серије гитара значи Родстар гитара (Roadstar Guitar) и потпуности је различита гитара у односу на Ибанезову серију сличног имена Роадстар 2 (Roadstar II series) која је представљена почетком 1980. године. Први модел из ове серије је био РГ550 са едџе тремолом (Edge tremolo). Ова гитара је врло брзо постала један од најпродаванијих Ибанезових гитара широм света. Ибанез је професионалним музичарима понудио РГ Престиж серију, док је за мање захтевне музичаре и почетнике постојала такозвана РГ тремоло серија, која је била знатно повољније цене. Ове гитаре се производе у Јапану, Кини, Јужној Кореји и Индонезији, и увек су доброг квалитета и повољне цене.

## Карактеристике
РГ серија има танак врат, са ширим и скоро равним прстохватом са 24 прага што омогућује лако свирање на овим гитара, поготово соло деоница. Тело гитара се израђује од махагонија и липе са изузетком модела РГТ220А, чије је тело израђено од јове. Прстохват је углавном израђен од палисандра али постоје модели код којих је израђен од јавора. Гитаре ове серије су опремљене двама хамбакерима и једним пикапом са једним намотајем у средини или само двама хамбакерима. У РГ тремоло серији се уграђују ИБЗ инфинити (IBZ Infinity), ИБЗ Поуерсоунд (IBZ Powersound), ИБЗ Симор Данкан (IBZ Seymour Duncan) и ИБЗ-ЕМГ (IBZ-EMG) пикапови док се у РГ Престиж уграђују ИБЗ в7/с8/в8 (IBZ V7/S7/V8) и ИБЗ Димарцио (IBZ DiMarzio) пикапови. Све гитаре сем РГ фиксед имају неку варијанту Флојд Роуз тремола.

## РГ подсерије
Тренутно РГ серија гитара је подељена у 5 подсерија
- Ибанез Ј кустом (Ibanez J Custom) – Најквалитетнија серија РГ гитара и ексклузивно доступна само јапанском тржишту.
- Ибанез РГ екстрим (Ibanez RG Extreme) - средњи ниво РГ гитара, у ценовном рангу између РГ тремоло и РГ Престиж серија и опремљени ЕМГ пикаповима и Едџе 3 тремолом.
- Ибанез Престиж (Ibanez RG Prestige) – врло квалитетна серија која се производи у Јапану. У оквиру ове подсерије производе се два модела гитара са 7 жица и једина осможичана гитара.
- Ибанез РГ тремоло (Ibanez RG Tremolo ) - РГ подсерија која се производи ван Јапана у фабрикама у Кини, Јужној Кореји и Индонезији, и опремљена Флојд Роуз тремолом.
- Ибанез РГ фиксед (Ibanez RG Fixed ) - Ове је подсерија која се производи ван Јапана и карактерише их фиксна кобилица. У овој серији се израђују и два модела гитара са 7 жица.